# Prințesa Marie Alix de Schaumburg-Lippe
Prințesa Marie Alix de Schaumburg-Lippe (Marie Alix zu Schaumburg-Lippe; n. 2 aprilie 1923, Bückeburg, Saxonia Inferioară, Germania – d. 1 noiembrie 2021, Thumby, Schleswig-Holstein, Germania) a fost ducesă de Schleswig-Holstein ca soție a lui Peter, Duce de Schleswig-Holstein din 1965 până în 1980. 

## Biografie

### Familie
Marie Alix a fost singura fiică a Prințului Ștefan de Schaumburg-Lippe și al lui Ingeborg Alix von Oldenburg. Ea a fost nepoata lui Adolf al II-lea, ultimul conducător al Principatului Schaumburg-Lippe care a abdicat în urma revoluției germane din 1918-1919, iar Principatul a devenit Statul Liber Schaumburg-Lippe. Fratele mai mic al lui Marie Alix, Prințul Georg Moritz de Schaumburg-Lippe, a murit într-un accident de mașină în 1970, fără să se căsătorească sau să aibă copii.

### Căsătoria și copii
Alix Marie s-a căsătorit cu, Peter, Duce de Schleswig-Holstein al treilea fiu al lui Wilhelm Friedrich, Duce de Schleswig-Holstein și al soției sale, Prințesa Marie Melita de Hohenlohe-Langenburg la Glücksburg la 9 octombrie 1947. Peter și Marie Alix au avut patru copii: 
- Prințesa Marita de Schleswig-Holstein (născută la 5 septembrie 1948 în Schleswig ), s-a căsătorit cu Wilfred Eberhard Manfred Baron von Plotho (născut în 1942) în 1975. Au doi copii. [4]
- Christoph, Prinț de Schleswig-Holstein (născut la 22 august 1949 la Eckernförde ), s-a căsătorit cu Prințesa Elisabeta de Lippe-Weissenfeld (născut în 1957) în 1981. Au patru copii. [4]
- Alexandru, Prinț de Schleswig-Holstein (născut la 9 iulie 1953 în Thumby ), s-a căsătorit cu Barbara Fertsch (1961–2009) în 1994. Au avut doi copii. [4]
- Prințesa Ingeborg de Schleswig-Holstein (născută la 9 iulie 1956 în Thumby), s-a căsătorit cu Nicolas Broschek (născut în 1942) în 1991. Au un copil, un fiu. [4]

### Moartea și înmormântarea
Prințesa Marie Alix de Schaumburg-Lippe a murit la Thumby la 1 noiembrie 2021, la vârsta de 98 de ani. 